# Talisman (jeu)
Pour les articles homonymes, voir Talisman (homonymie).
Talisman est un jeu de société créé en 1983 par Robert Harris et édité initialement par Games Workshop, Gallimard puis plus récemment par Black Industries, Fantasy Flight Games et Edge Entertainment. C'est un jeu pour 2 à 6 joueurs qui incarnent des aventuriers dans un univers médiéval-fantastique proche de Warhammer. Le jeu a connu plusieurs éditions tant en langue originale anglaise qu'en langue française. La toute dernière version du jeu, la 4e Édition révisée, est parue fin 2008 en français chez Edge Entertainment.

## Éditions anglaises

### Première édition (Games Workshop)
La première édition était identique à la seconde, à l'exception que les cartes étaient en noir et blanc. Seul le jeu de base a été fait en première édition et elle est entièrement compatible avec les extensions de la seconde édition.

### Seconde édition (Games Workshop)
Le but du jeu est de parcourir une série de régions afin d'atteindre la couronne de commandement. Le jeu contient trois régions : la région extérieure (celle où débutent les joueurs), la région médiane et la région intérieure. La difficulté de jeu des régions progresse plus l'on va vers l'intérieur. La région intérieure contient la couronne de commandement. Afin d'atteindre cette région, les joueurs doivent passer à travers la vallée de feu, et doivent pour ceci donner un talisman d'où le jeu tire son nom.
Chaque joueur reçoit au hasard au début du jeu un personnage ou « héros ». Chaque personnage possède différentes capacités propres à celui-ci ainsi qu'un lieu de départ. Les personnages possèdent plusieurs caractéristiques qui évoluent pendant le jeu. Celles-ci sont : la vie, l'or, la force et l'habileté.

#### Extensions de la seconde édition (Games Workshop)
- Talisman The expansion set 1986
- Talisman The Adventure 1986
- Talisman Dungeon 1987
- Talisman Timescape 1988
- Talisman City 1989
- Talisman Dragons 1993

### Troisième édition (Games Workshop)
Games Workshop publie cette troisième édition au printemps 1994. Celle-ci reprend dans les grandes lignes le plan de jeu de la seconde édition mais avec un design totalement revu. Une des modifications importantes est que la région intérieure a disparu pour laisser place à la tour du magicien. Les aventuriers doivent affronter sur le chemin de la couronne de commandement une série de nouveaux pièges décrit par six nouvelles cartes de jeu.
Les anciennes éditions utilisaient des pions cartonnés pour représenter les personnages. Dans cette troisième édition, Games Workshop les a remplacées par des figurines de sa maison d'édition.

#### Extensions de la troisième édition (Games Workshop)
- Talisman City of Adventure 1994
- Talisman Dungeon of Doom 1994
- Talisman Dragons Tower 1995

### Édition limitée 2003 (Games Workshop)
En 2003, Games Workshop ressort la troisième édition de Talisman en édition limitée.
Cette édition est identique au niveau du matériel à la boite de base de la troisième édition de 1994.
Les extensions de l'édition 1994 ne seront en revanche pas rééditées.
Cette réédition limitée ne sera pas non plus traduite en français.

### Quatrième édition (Black Industries)
Publiée en 2007 par Black Industries, cette édition plutôt luxueuse au niveau du matériel (plateau de jeu géant, figurines, etc.) n'est pas exempte de quelques erreurs.
Elle amorce un grand retour aux origines du jeu, avec entre autres le retour de la région intérieure et de la couronne de commandement comme dans les deux premières éditions. Le mental est remplacé par l'intellect.

### Quatrième édition révisée (Fantasy Flight Games)
Cette édition est la reprise de la version précédente après correction des erreurs détectées.

#### Upgrade Pack (Fantasy Flight Games)
Ce pack sorti fin 2008, permet de passer de la quatrième édition Black Industries à la quatrième édition révisée Fantasy Flight Games.

#### Extensions de la quatrième édition révisée (Fantasy Flight Games)
- Talisman : The Reaper 2008.
- Talisman : The Dungeon 2009
- Talisman : The Frostmarch 2009
- Talisman : The Highland 2010
- Talisman : The Sacred Pool 2010
- Talisman : The Dragon 2011
- Talisman : The Blood Moon 2012
- Talisman : The City 2013
- Talisman : The Firelands 2014
- Talisman : The Woodland 2014

#### Extensions POD (Print On Demand, Impression à la demande)
- Talisman : The Nether Realm 2013

## Éditions françaises

### ÉditionGallimard
Première édition en langue française, cette édition sortie en 1986 chez Gallimard dans la série des Jeux dont vous êtes le Héros est la traduction de la seconde édition anglaise du jeu.
Elle n'est pas exempte de nombreuses erreurs de traduction ou d’incoherences, comme le personnage du moine qui peut ajouter sa force et son habileté, ce qui en faisait le héros le plus redoutable du jeu, écrasant rapidement toute concurrence. Mais cette version permettra de faire connaitre ce jeu au public français.
Aucune des extensions de la seconde édition anglaise ne sera traduite en français.

### ÉditionGames Workshop
Cette édition est la traduction de la troisième édition anglaise du jeu.
Deux des trois extensions anglaises de cette édition n'ont pas été traduites en français (City of adventures et The Dragon's Tower).
L'extension Royaume du Mal (Dungeon of Doom) a elle été traduite en français

### Quatrième édition révisée (Edge Entertainment)
Sortie le 24 décembre 2008 cette édition est la traduction de la quatrième édition révisée de Fantasy Flight Games. C'est aussi la première édition française de ce jeu depuis quatorze ans.

#### Extensions de la quatrième édition révisée (Edge Entertainment)
- Talisman : La Faucheuse 2009
- Talisman : Le Donjon 2010
- Talisman : La Marche du Froid 2010
- Talisman : Les Hautes Terres 2010
- Talisman : La Source Sacrée 2011
- Talisman : Le Dragon 2012
- Talisman : La Lune de Sang 2013
- Talisman : La Cité 2013
- Talisman : Les Terres de Feu 2014
- Talisman:  Le Prophéte 2015

#### Extensions d'impression à la demande (Edge Entertainment)
- Talisman : Le Royaume d'Outre-Monde 2014.

#### Goodies de la quatrième édition révisée (Edge Entertainment)
- Set de deux cartes gratuites offertes par Edge Entertainment pour la sortie en français de la quatrième édition révisée.

(Ces cartes peuvent être trouvées dans certaines boutiques spécialisées ou commandées directement chez Edge Entertainment)